# Niewino Popławskie
Niewino Popławskie [pronunciación en polaco: /ɲɛˈvinɔ pɔˈpwafskʲɛ/] es un pueblo ubicado en el distrito administrativo de Gmina Wyszki, dentro del Condado de Bielsk, Voivodato de Podlaquia, en el norte de Polonia oriental. Se encuentra aproximadamente a 6 kilómetros al este de Wyszki, 12 kilómetros al noroeste de Bielsk Podlaski, y a 33 kilómetros al sur de la capital regional Białystok.